# Renaud de Malaussène
Pour les articles homonymes, voir Malaussène (homonymie).
 (octobre 2019).
Si vous disposez d'ouvrages ou d'articles de référence ou si vous connaissez des sites web de qualité traitant du thème abordé ici, merci de compléter l'article en donnant les références utiles à sa vérifiabilité et en les liant à la section « Notes et références ».
Renaud Alziari de Malaussène est un général de brigade français.

## Biographie
Renaud Alziari de Malaussène appartient à une famille qui reçut du roi de Sardaigne un titre de comte au XVIIIe siècle.
Saint-cyrien de la 161e promotion de l'Ecole spéciale militaire de Saint-Cyr, promotion Lieutenant Darthenay (1974-1976), il est le commandant en second de la force Licorne en Côte d'Ivoire adjoint du général Henri Poncet.
Il reçoit un blâme en 2005 et est muté à la suite des accusations de n'avoir pas dénoncé le meurtre d'un coupeur de route ivoirien, Firmin Mahé, recherché pour plusieurs crimes (au moins cinq morts, neuf blessés et quatre viols) et mort étouffé dans un véhicule de l'armée française en mai 2005. Il est finalement blanchi par la justice[réf. nécessaire].
Il a publié en 2019 aux éditions Alisio l'ouvrage Une guerre juste ?, Du code de Hammurabi aux défis contemporains, réflexions sur l'éthique militaire, préfacé par François-Xavier Bellamy. Il s'agit d'une réflexion sur l'éthique sur la guerre, en partant notamment de son expérience autour de l'Affaire Mahé.

## Distinctions
- Officier de la Légion d'honneur (2004)

## Ouvrages
- Une guerre juste ? : Du code de Hammurabi aux défis contemporains, réflexions sur l'éthique militaire  (préf. François-Xavier Bellamy), Alisio, 12 mars 2019, 269 p. (ISBN 978-2379350139)
- Préface de Crimes sans châtiment : Affaire Bouaké, l'un des plus grands scandales de la Ve République, Max Milo éditions, 23 janvier 2020, 342 p. (ISBN 978-2-315-00942-8), de Me Jean Balan (avocat des victimes françaises du bombardement de Bouaké)